# 데메트리오스 3세 에우카에로스
데메트리오스 3세 테오스 필로파토르 소테르 필로메테르 에우에르게테스 칼리니코스(Δημήτριος θεός Φιλοπάτωρ σωτήρ Φιλομήτωρ Εὐεργέτης Καλλίνικος, ~ 기원전 88년), 별칭 에우카이로스는 셀레우코스 제국의 지배자이며 안티오코스 8세 그리푸스의 아들이었다.
이집트 왕 프톨레마이오스 라티로스의 도움으로 그는 기원전 95년 그의 아버지의 시리아 영역을 되찾았다. 그리고 다마스쿠스에 그의 왕궁을 차지하였는데, 그곳에서 그는 그의 영역을 확장하려 하였다. 남쪽으로 그는 마카베오의 왕 알렉산드로스 잔나에우스를 전투에서 격파하였지만, 유대인들의 적대감이 그를 후퇴케 하였다. 그의 형제 필리포스 1세 필라델푸스를 물러나게 하려는 동안 그는 아랍인과 파르티아인에게 패하였고 포로가 되었다. 그는 파르티아의 미트리다테스 2세에 의해 88세로 사망할 때까지 감금되어 있었다.